# Svay Teab (Chamkar Leu)
Svay Teab es una comuna (khum) del distrito de Chamkar Leu, en la provincia de Kompung Cham, Camboya. En marzo de 2008 tenía una población estimada de 22 600 habitantes.
Se encuentra ubicada en la llanura camboyana, a escasa distancia del río Mekong y al sureste del lago Sap (Tonlé Sap).